# Dragana Domuzin
Dragana Domuzin (ur. 3 listopada 2000 w Banja Luce) – bośniacka koszykarka, występująca na pozycji rozgrywającej, reprezentantka kraju, od 2024 zawodniczka ŽKK Orlovi Banja Luka.

## Osiągnięcia
Stan na 31 marca 2025, na podstawie, o ile nie zaznaczono inaczej.
Drużynowe
- Mistrzyni:
  - Bośni i Hercegowiny (2021)[3]
  - Czarnogóry (2024)[4]
- Wicemistrzyni:
  - Ligi Adriatyckiej (2024)
  - Bośni i Hercegowiny (2019)
- Zdobywczyni pucharu:
  - Bośni i Hercegowiny (2021)
  - Czarnogóry (2024)[4]
  - Niemiec (2022)[5]
- Finalistka Pucharu Bośni i Hercegowiny (2019)

### Indywidualne
(* – nagrody i wyróżnienia przyznane przez portal eurobasket.com)
- MVP sezonu ligi bośniackiej (2019)*[6]
- Najlepsza zawodniczka, występująca na pozycji obronnej ligi bośniackiej (2019, 2021)*[6][3]
- Zaliczona do*:
  - I składu:
    - ligi bośniackiej (2019, 2021)[6][3]
    - defensywnego ligi bośniackiej (2021)[3]

  - honorable mention ligi:
  - adriatyckiej (2024)[7]
  - czarnogórskiej (2024)[4]
  - czeskiej (2023)[8]
  - bośniackiej (2018)[9]
- Liderka ligi bośniackiej w przechwytach (2018 – 3,1)[9]

### Reprezentacja
Seniorska
- Uczestniczka:
  - mistrzostw: 
    - świata (2022 – 12. miejsce)
    - Europy (2021 – 5. miejsce)

  - kwalifikacji do:
    - mistrzostw świata (2022)
    - Eurobasketu (2019, 2021, 2023)

Młodzieżowe
- Uczestniczka mistrzostw Europy:
  - U–20 (2017 – 16. miejsce)
  - U–18 (2017 – 12. miejsce)
  - U–16 dywizji B (2016 – 17. miejsce)